# Rosa Lindemann
Rosa Lindemann (* 21. Februar 1876 in Spandau; † 13. Juni 1958 in Staaken) war eine deutsche kommunistische Widerstandskämpferin.

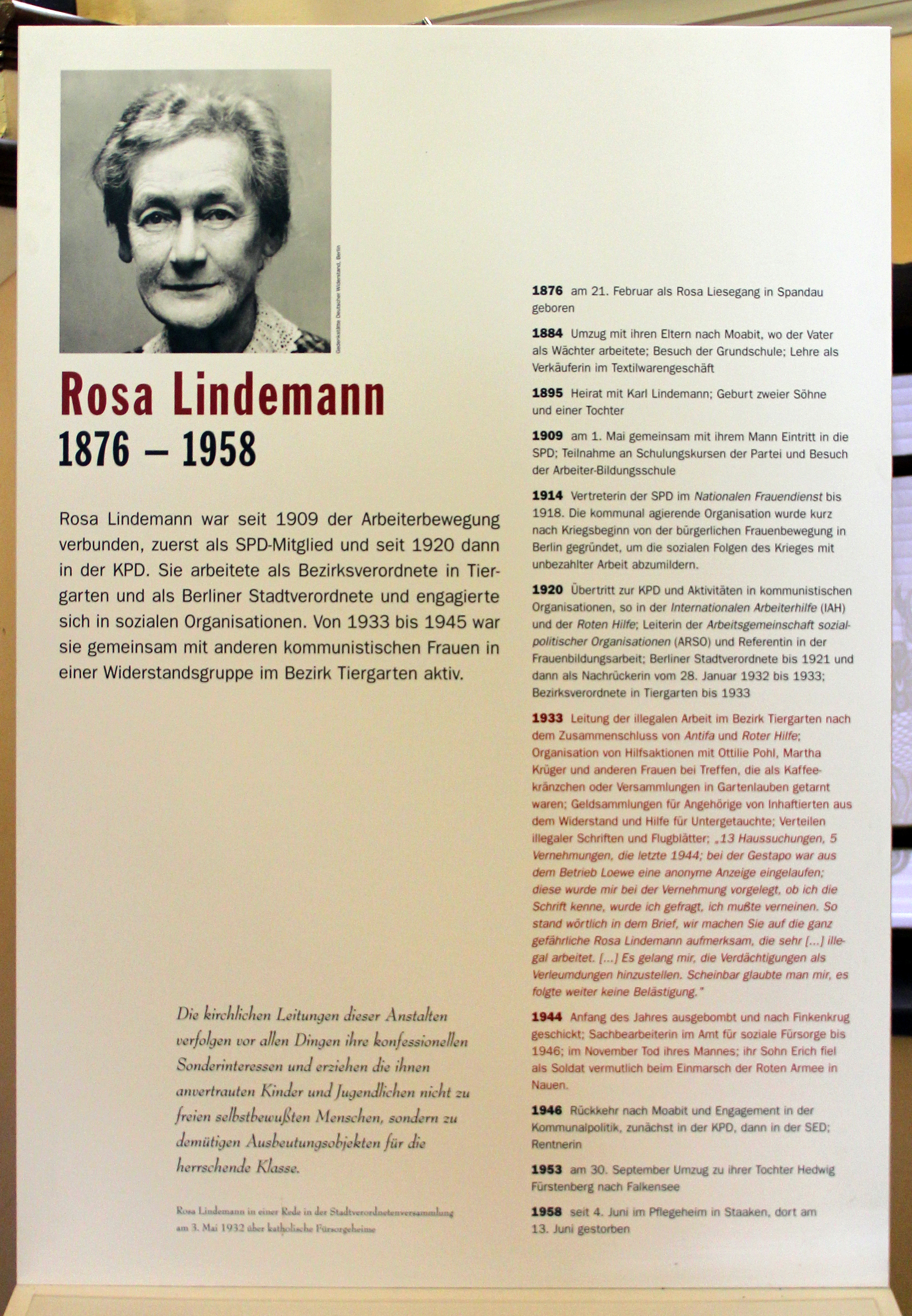
Kurzbiografie von Rosa Lindemann in der Ausstellung „Vor die Tür gesetzt“, die in Berlin-Lichtenberg gezeigt wurde

## Leben
Im Randgebiet Berlins geboren, kam Rosa Liesegang mit den Eltern nach Berlin-Moabit. Dort hatte ihr Vater eine Arbeitsstelle als Wächter übernommen. Liesegang erlernte keinen Beruf. Sie war als angelernte Verkäuferin in einem Textilwarengeschäft tätig. 1895 schloss sie die Ehe mit Karl Lindemann. Am 1. Mai 1909 wurden beide Mitglied der SPD.
Während des Ersten Weltkriegs trat Lindemann in die USPD ein. Mit deren linkem Flügel wechselte sie 1920 zur KPD, in der sie mehrere Funktionen übernahm, unter anderem als lokale Frauenleiterin. Zugleich engagierte sich Lindemann in der Roten Hilfe Deutschlands (RHD) und der Internationalen Arbeiterhilfe (IAH). Von 1920/21 und 1932/33 war Lindemann Abgeordnete für die KPD in der Stadtverordnetenversammlung von Groß-Berlin. Zugleich war sie in den 1920er- und Anfang der 1930er-Jahre Bezirksverordnete in Berlin-Tiergarten.
Nach der Machtübernahme der Nationalsozialisten engagierte sich Lindemann in einer Widerstandsgruppe in Berlin-Tiergarten gegen das NS-Regime. In der Widerstandsgruppe, in der unter anderem Bernhard Zessin, Erwin Hanke, Ida Pacholke, Martha Böse, Hedwig König und Ottilie Pohl aktiv waren, sollen sich überdurchschnittlich viele Frauen betätigt haben. Die illegale Gruppe sammelte Gelder für verfolgte Kommunisten und deren Familien. Zudem verteilten die Kommunisten Flugschriften. Lindemann soll auch mit der Widerstandsgruppe um Anton Saefkow zusammengearbeitet haben. Lindemann musste zahlreiche Schikanen der NS-Verfolger, unter anderem mehrere Hausdurchsuchungen und Verhöre, über sich ergehen lassen.
Karl Lindemann verstarb Ende 1944. Ihr Sohn Erich kam vermutlich in den letzten Kriegstagen bei Gefechten in der Nähe von Nauen ums Leben.
Nach dem Ende des Zweiten Weltkriegs war Lindemann zunächst als Sachbearbeiterin im „Amt für soziale Fürsorge“ in Finkenkrug tätig. Im Jahr 1946 ging sie in Rente und war in Berlin-Moabit in der Kommunalpolitik der KPD bzw. später der SED aktiv. Aufgrund ihres schlechten Gesundheitszustands zog Lindemann im Jahr 1953 zu ihrer Tochter nach Falkensee. Sie verstarb in einem Pflegeheim in Staaken bei Berlin.